# جوني كوبر
جوني كوبر (بالإنجليزية: Jonny Cooper)‏ هو لاعب كرة القدم الغالية أيرلندي، ولد في 4 نوفمبر 1989 في دبلن في جمهورية أيرلندا.